# メジナ虫症
メジナ虫症またはギニア虫症（略称：GWD）は、ギニア虫（ギニアワーム）による感染症である。

## 概要
ギニア虫の幼生に感染したケンミジンコの入った水を飲むことにより、ヒトに感染する。初期は症状がなく約1年後にメスの虫によって皮膚内に水膨れが起き、痛みを感じるようになる。大概、この症状は下肢に発症する。その後、虫は数週間かけて皮下から出てくる。その期間中は歩くことや働くことが困難な場合がある。
なお、この感染症で死に至ることは稀である。

## 原因
ギニア虫症はヒトへの感染だけでなく、犬にも感染することがある。この虫は幅が大体1-2ミリ、メスの長さは60-100ミリ（オスはメスよりかなり短く、12-29ミリ）である。人体の外では、幼生として水中で3週間まで生きることができ、その間にミジンコに食べられて寄生しなければ、成長できない。ミジンコの体内にいる幼生は4か月まで生きることができる。ゆえに、この感染症が再発し続けるには毎年ヒトに感染しなければならない。
感染のほとんどの診断は、徴候や身体観察が基本的である。

## 予防と治療
予防方法はまず感染の早期診断、ついでギニア虫の拡散を減らすため、傷口が飲用水に接触するのを避けることである。その他にするべきことは清潔な水の確保改善だが、もし清潔な水が確保できない場合は水を濾過して使うことである。布で濾過するだけでも十分な場合がほとんどである。汚染された飲み水は殺虫剤のテメホスで幼生を殺して消毒することができるが、テメホスは治療用の薬やワクチンではない。
ギニア虫は棒に巻きつけ、ゆっくり数週間かけて取り除くことができる。ギニア虫が出てくる時にできた潰瘍は、細菌に感染しやすい。ギニア虫を除去した後、数か月は痛みが伴うことがある。

## 疫学と歴史
2015年には22件のメジナ虫症が報告されている。1986年の推定感染件数の3,500,000件と比べると少ない。現在、アフリカでは4か国で生存しているが、1980年代の20か国より減っている。この感染症は、最も世界的に根絶されるであろう寄生虫病である。
ギニア虫症は古代から知られており、紀元前1550年のエジプト医学パピルス『エーベルス・パピルス』に記載されている。英語名のドラキュンキュリアシス (dracunculiasis) の由来はラテン語の"リトルドラゴン"からであり、"ギニア虫"は17世紀にヨーロッパ人が西アフリカのギニア海岸で発見した地名が由来である。
ドラクンクルス属は多種の哺乳類に感染すると知られているが、人間には感染する傾向はない。ギニア虫症は顧みられない病気の一つである。